# Alojzy Maria Monti
Alojzy Maria Monti (ur. 24 lipca 1825, zm. 1 października 1900) – błogosławiony Kościoła katolickiego.
Urodził się jako ósme z jedenaściorga dzieci swoich rodziców. Mając 12 lat pracował przy obróbce drewna, a, w wieku 21 lat, złożył prywatne śluby czystości. Wstąpił razem z kierownikiem duchowym do zgromadzenia Synów Maryi Niepokalanej. W 1855 roku opiekował się chorymi w czasie epidemii cholery, a także opiekował się z osieroconymi dziećmi. Zmarł mając 75 lat, w opinii świętości.
W Kościele katolickim wspominany jest w dzienną rocznicę śmierci (1 października).
Alojzy Maria Monti został beatyfikowany w Rymie na Placu Świętego Piotra przez papieża Jana Pawła II 9 listopada 2003 roku.